# Велика Весь (Краківський повіт)
Велика Весь (пол. Wielka Wieś) — село в Польщі, у гміні Велька Весь Краківського повіту Малопольського воєводства.
Населення — 1202 особи (2011).
У 1975-1998 роках село належало до Краківського воєводства.

## Демографія
Демографічна структура станом на 31 березня 2011 року:
|          | Загалом | Допрацездатний вік | Працездатний вік | Постпрацездатний вік |
| -------- | ------- | ------------------ | ---------------- | -------------------- |
| Чоловіки | 589     | 120                | 417              | 52                   |
| Жінки    | 613     | 123                | 376              | 114                  |
| Разом    | 1202    | 243                | 793              | 166                  |